# Lunes negro (1987)
El lunes negro, en finanzas, se denomina al lunes 19 de octubre de 1987, cuando los mercados de valores de todo el mundo se desplomaron en un intervalo de tiempo muy breve. La caída comenzó en Hong Kong, se propagó hacia el oeste a través de los husos horarios internacionales, llegó a Europa y, por último, a Estados Unidos. El índice bursátil Dow Jones bajó 508 puntos, situándose en los 1739 (-22,6 %).
Hacia finales de octubre, los mercados de valores de Hong Kong ya habían caído un 45,8 %, Australia un 41.8%,  el Reino Unido un 26,4 %, Estados Unidos un 22,6 % y Canadá un 22,5 %. El impacto fue especialmente duro en los mercados de Nueva Zelanda, que cayeron un 60 % desde el máximo de 1987, y del que tardaron varios años en recuperarse.
Las denominaciones «Lunes negro» y «Martes negro» también se utilizan para hacer referencia a las caídas sufridas el 28 y 29 de octubre de 1929, tras el desplome del jueves negro el 24 de octubre del mismo año que marcó el inicio del colapso de los mercados en 1929.

## Colapso

### Antecedentes

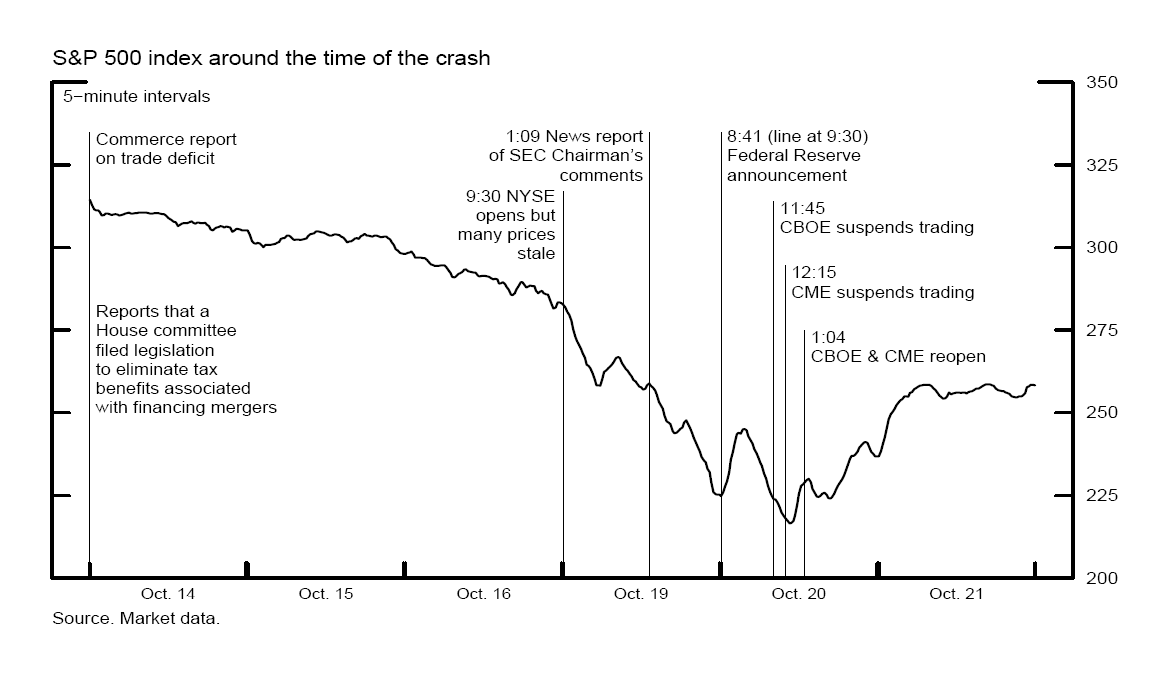
Cronología recopilada por la Reserva Federal (en inglés).

A finales de 1985 y principios de 1986, la economía de los Estados Unidos pasó de una rápida recuperación de la recesión de principios de la década de 1980 a una expansión más lenta, lo que resultó en un breve período de "aterrizaje suave" a medida que la economía se desaceleró y la inflación cayó. El mercado de valores avanzó significativamente, con el pico Dow en agosto de 1987 en 2722 puntos, o 44 % sobre el cierre del año anterior de 1985 puntos.
El colapso estuvo precedido por caídas significativas en la semana anterior. Dos eventos en las noticias en la mañana del 14 de octubre a veces se han señalado como posibles desencadenantes del accidente. El Comité de Medios y Arbitrios de la Cámara de los Estados Unidos introdujo un proyecto de ley de impuestos que reduciría los beneficios fiscales asociados con el financiamiento de fusiones y compras apalancadas. En segundo lugar, las cifras de déficit comercial inesperadamente altas anunciadas por el Departamento de Comercio tuvieron un impacto negativo en el valor del dólar estadounidense al tiempo que elevaron las tasas de interés y también presionaron a la baja los precios de las acciones. Sin embargo, otras fuentes han cuestionado el impacto de estos eventos noticiosos. Por ejemplo, el economista ganador del Premio Nobel Robert J. Shiller encuestó a 889 inversores (605 inversores individuales y 284 inversores institucionales) inmediatamente después del colapso con respecto a varios aspectos de su experiencia en ese momento. Solo tres inversionistas institucionales y ningún inversionista individual informaron que creían que las noticias relacionadas con la legislación tributaria propuesta fueron un desencadenante del colapso. Según Shiller, las respuestas más comunes estaban relacionadas con una mentalidad general de los inversores en ese momento: un "presentimiento" de un colapso inminente (profecía autocumplida), tal vez provocado por "demasiado endeudamiento".
El miércoles, el DJIA cayó 95.46 puntos (3.8 %) (un récord de entonces) a 2412.70, y cayó otros 58 puntos (2.4 %) al día siguiente, más del 12 % desde el máximo histórico del 25 de agosto. El viernes 16 de octubre, el DJIA cayó 108.35 puntos (4.6 %) para cerrar a 2246.74 en un volumen récord. Ese fue nuevamente un récord de un día en ese momento. Aunque los mercados estaban cerrados durante el fin de semana, todavía existía una presión de venta significativa. Los modelos informáticos de las aseguradoras de cartera continuaron dictando ventas muy grandes. Además, algunos grandes grupos de fondos mutuos tenían procedimientos que permitían a los clientes canjear fácilmente sus acciones durante el fin de semana a los mismos precios que existían al cierre del mercado el viernes. El monto de estas solicitudes de reembolso fue mucho mayor que las reservas de efectivo de las empresas, lo que les obligó a realizar grandes ventas de acciones tan pronto como el mercado abrió el lunes siguiente. Finalmente, algunos operadores anticiparon estas presiones e intentaron adelantarse al mercado vendiendo temprano y agresivamente el lunes, antes de la caída de precios anticipada.

### Mercados desvinculados y arbitraje de índices
Antes de que la Bolsa de Nueva York (NYSE) abriera el lunes 19, había una presión acumulada para vender acciones. Cuando se abrió el mercado, surgió un gran desequilibrio entre el volumen de las órdenes de venta y las órdenes de compra, lo que ejerció una considerable presión a la baja sobre los precios de las acciones. Las regulaciones en ese momento permitían a los creadores de mercado designados (también conocidos como "especialistas") retrasar o suspender la negociación de una acción si el desequilibrio de la orden excedía la capacidad de ese especialista para cumplir las órdenes de manera ordenada. El desequilibrio de pedidos el 19 fue tan grande que 95 acciones en el índice S&P 500 (S&P) abrieron tarde, al igual que 11 de los 30 valores del Dow Jones Industrial Average (DJIA). Sin embargo, es importante destacar que el mercado de futuros se abrió a tiempo en todos los ámbitos, con fuertes ventas.
En circunstancias normales, el mercado de valores y los de sus principales derivados –futuros y opciones– son funcionalmente un mercado único, dado que el precio de cualquier acción en particular está estrechamente relacionado con los precios de su contraparte tanto en el mercado de futuros como en el de opciones. Los precios en los mercados de derivados suelen estar estrechamente vinculados con los de las acciones subyacentes, aunque difieren un poco (como, por ejemplo, los precios de los futuros suelen ser más altos que los de sus acciones en efectivo particulares). Durante la crisis este enlace se rompió.
Cuando el mercado de futuros se abrió mientras el mercado de valores estaba cerrado, se creó un desequilibrio de precios: el precio de cotización de las acciones que se abrieron tarde no tuvo oportunidad de cambiar su precio de cierre del día anterior. Por lo tanto, los precios indicados eran "obsoletos" y no reflejaban las condiciones económicas actuales; generalmente se enumeraron más altos de lo que deberían haber sido (y dramáticamente más altos que sus futuros respectivos, que generalmente son más altos que las acciones).
El desacoplamiento de estos mercados significó que los precios de futuros habían perdido temporalmente su validez como vehículo para el descubrimiento de precios; ya no se podía confiar en ellos para informar a los comerciantes sobre la dirección o el grado de las expectativas del mercado de valores. Esto tuvo efectos nocivos: se sumó a la atmósfera de incertidumbre y confusión en un momento en que la confianza de los inversores era muy necesaria; disuadió a los inversores de "apoyarse contra el viento" y comprar acciones, ya que el descuento en el mercado de futuros implicaba lógicamente que los inversores podían esperar y comprar acciones a un precio aún más bajo; y alentó a los inversores de seguros de cartera a vender en el mercado de valores, ejerciendo una mayor presión a la baja sobre los precios de las acciones.
La brecha entre los futuros y las acciones fue notada rápidamente por los operadores de arbitraje de índices que intentaron obtener ganancias mediante la venta a órdenes de mercado. El arbitraje de índices, una forma de comercio de programas, se sumó a la confusión y la presión a la baja sobre los precios:

... reflejando los vínculos naturales entre los mercados, la presión de venta se extendió al mercado de valores, tanto a través del arbitraje de índices como de la venta directa de acciones de seguros de cartera. Grandes cantidades de ventas, y la demanda de liquidez asociada con ellas, no pueden ser contenidas en un segmento de mercado único. Se desborda necesariamente en los otros segmentos del mercado, que están naturalmente vinculados. Sin embargo, existen límites naturales a la liquidez entre mercados que se hicieron evidentes el 19 y 20 de octubre.

Aunque el arbitraje entre los futuros del índice y las acciones ejerció una presión a la baja sobre los precios, no explica por qué el aumento en las órdenes de venta que trajo fuertes caídas de precios comenzó en primer lugar.

### Cobertura de seguros de cartera
El seguro de cartera es una técnica de cobertura que intenta gestionar el riesgo y limitar las pérdidas comprando y vendiendo instrumentos financieros (por ejemplo, acciones o futuros) en reacción a los cambios en el precio del mercado en lugar de los cambios en los fundamentos del mercado. Específicamente, compran cuando el mercado está subiendo y venden cuando el mercado está cayendo, sin tener en cuenta ninguna información fundamental sobre por qué el mercado está subiendo o bajando. Por lo tanto, es un ejemplo de un "comercio sin información" que tiene el potencial de crear un ciclo de retroalimentación desestabilizador del mercado.
Esta estrategia se convirtió en una fuente de presión a la baja cuando las aseguradoras de cartera cuyos modelos informáticos señalaron que las acciones abrieron a la baja y continuaron su alto precio. Los modelos recomiendan incluso más ventas. El potencial de los bucles de retroalimentación generados por computadora que crearon estos setos ha sido discutido como un factor que agrava la gravedad del choque, pero no como un desencadenante inicial. La economista Hayne Leland argumenta en contra de esta interpretación, sugiriendo que el impacto de la cobertura de cartera en los precios de las acciones fue probablemente relativamente pequeño. Numerosos estudios econométricos han analizado la evidencia para determinar si el seguro de cartera exacerbó el choque, pero los resultados no han sido claros. El análisis de mercado cruzado de Richard Roll, por ejemplo, encontró que los mercados con una mayor prevalencia de comercio computarizado (incluido el seguro de cartera) en realidad experimentaron pérdidas relativamente menos graves (en términos porcentuales) que los que no.

### Comercio de ruido
La crisis afectó a los mercados de todo el mundo; sin embargo, ningún evento internacional de noticias o cambio en los fundamentos del mercado ha demostrado tener un fuerte efecto en el comportamiento de los inversores. En cambio, la causalidad contemporánea y el comportamiento de retroalimentación entre los mercados aumentaron dramáticamente durante este período. En un entorno de mayor volatilidad, confusión e incertidumbre, los inversores no solo en los EE. UU. Sino también en todo el mundo inferían información de los cambios en los precios de las acciones y la comunicación con otros inversores en una espiral de autorrefuerzo de miedo. Este patrón de basar las decisiones comerciales en gran medida en factores psicológicos a menudo se le conoce como una forma de "intercambio de ruido", que ocurre cuando los inversionistas mal informados "[comercian] con ruido como si fueran noticias". Si el ruido se malinterpreta como una mala noticia, entonces las reacciones de los comerciantes y los árbitros reacios al riesgo sesgarán el mercado, evitando que establezca precios que reflejen con precisión el estado fundamental de las acciones subyacentes. Por ejemplo, el 19 de octubre, los rumores de que la Bolsa de Nueva York cerraría crearon confusión adicional y llevaron a los precios a la baja aún más, mientras que los rumores al día siguiente de que dos cámaras de compensación de la Bolsa Mercantil de Chicago eran insolventes disuadieron a algunos inversores de comerciar en ese mercado.
Algunos analistas han citado un ciclo de retroalimentación de volatilidad inducida por el ruido como la razón principal de la severa profundidad del choque. Sin embargo, no explica qué provocó inicialmente la ruptura del mercado. Además, Lawrence A. Cunningham ha sugerido que, si bien la teoría del ruido está "respaldada por pruebas empíricas sustanciales y una base intelectual bien desarrollada", solo hace una contribución parcial para explicar eventos como el accidente de octubre de 1987. Los comerciantes informados, que no se dejan influir por factores psicológicos o emocionales, tienen espacio para hacer negocios que saben que tienen menos riesgos.

### Llamadas de margen y liquidez
Frederic Mishkin sugirió que el mayor peligro económico no eran los eventos el día del colapso en sí, sino el potencial de "propagar el colapso de las firmas de valores" si una crisis de liquidez prolongada en la industria de valores comenzara a amenazar la solvencia y la viabilidad de las casas de bolsa y especialistas. Esta posibilidad surgió por primera vez el día después del colapso. Al menos inicialmente, existía un riesgo muy real de que estas instituciones pudieran fallar. Si eso sucediera, los efectos indirectos podrían afectar a todo el sistema financiero, con consecuencias negativas para la economía real en su conjunto.
La fuente de estos problemas de liquidez fue un aumento general en las llamadas de margen (Margin calls en inglés); después de la caída del mercado, estos fueron aproximadamente diez veces su tamaño promedio y tres veces mayores que la llamada de variación más alta de la mañana anterior. Varias empresas tenían efectivo insuficiente en las cuentas de los clientes (es decir, estaban "desagregadas"). Las empresas que extraen fondos de su propio capital para cubrir el déficit a veces se subcapitalizan; por ejemplo, 11 empresas tuvieron una llamada de margen de un solo cliente que excedió el capital neto ajustado de esa empresa, a veces hasta dos por uno. Los inversores debían pagar las llamadas de margen al final del día realizadas el día 19 antes de la apertura del mercado el día 20. Las firmas miembro de la cámara de compensación pidieron a las instituciones de crédito que otorguen crédito para cubrir estos cargos repentinos e inesperados, pero las casas de bolsa que solicitaron crédito adicional comenzaron a exceder su límite de crédito. Los bancos también estaban preocupados por aumentar su participación y exposición a un mercado caótico. El tamaño y la urgencia de las demandas de crédito a los bancos no tenían precedentes. En general, el riesgo de contraparte aumentó a medida que la calidad crediticia de las contrapartes y el valor de las garantías publicadas se volvieron altamente inciertos.

### Respuesta de la Reserva Federal
El sistema de la Reserva Federal de los Estados Unidos (la Reserva Federal o "la Fed") actuó rápida y decisivamente como prestamista de último recurso para contrarrestar la crisis. La Fed utilizó las herramientas que tenía a su disposición para hacer frente a la interrupción del mercado: gestión de crisis mediante pronunciamientos públicos, suministro de liquidez a través de operaciones de mercado abierto, persuadir a los bancos para que prestaran a empresas de valores e intervenir directamente en un pocos casos.
En la mañana del 20 de octubre, el presidente de la Fed, Alan Greenspan, hizo una breve declaración: "La Reserva Federal, en consonancia con sus responsabilidades como banco central de la Nación, afirmó hoy su disposición a servir como fuente de liquidez para apoyar el sistema económico y financiero". Fuentes de la Fed sugirieron que la brevedad era deliberada, para evitar malas interpretaciones. Este anuncio "extraordinario" probablemente tuvo un efecto calmante en los mercados que enfrentaban una demanda de liquidez igualmente sin precedentes. y el potencial inmediato de una crisis de liquidez.
Luego, la Fed actuó para proporcionar liquidez al mercado y evitar que la crisis se expandiera a otros mercados. Inmediatamente comenzó a inyectar sus reservas en el sistema financiero a través de compras en el mercado abierto. Esto rápidamente empujó la tasa de fondos federales hacia abajo en un 0.5 %. La Fed continuó sus compras expansivas de valores en el mercado abierto durante semanas. La Fed también comenzó repetidamente estas intervenciones una hora antes de la hora programada regularmente, notificando a los distribuidores sobre el cambio de horario la noche anterior. Todo esto se hizo de manera pública y de alto perfil, similar al anuncio inicial de Greenspan, para restablecer la confianza del mercado de que la liquidez estaba por llegar. Aunque las tenencias de la Fed se expandieron apreciablemente con el tiempo, la velocidad de expansión no fue excesiva. Además, la Fed luego eliminó estas tenencias para que sus objetivos de política a largo plazo no se vieran afectados negativamente.
Finalmente, y muy importante, la Fed satisfizo con éxito las demandas de crédito sin precedentes al combinar una estrategia de persuasión moral que motivó a los bancos nerviosos a prestar a las firmas de valores junto con sus movimientos para tranquilizar a esos bancos al suministrarles liquidez activamente. Como escribió el economista Ben Bernanke (que más tarde se convertiría en presidente de la Reserva Federal):

La acción clave de la Reserva Federal fue inducir a los bancos (por persuasión y por el suministro de liquidez) a otorgar préstamos, en términos habituales, a pesar de las condiciones caóticas y la posibilidad de una severa selección adversa de prestatarios. En expectativa, hacer estos préstamos debe haber sido una estrategia para perder dinero desde el punto de vista de los bancos (y la Fed); de lo contrario, la persuasión de la Fed no habría sido necesaria.

La estrategia de dos partes de la Fed fue completamente exitosa, ya que los préstamos a firmas de valores por parte de grandes bancos en Chicago y especialmente en Nueva York aumentaron sustancialmente, a menudo casi se duplicaron.

### Reglamento
Después del lunes negro, los reguladores revisaron los protocolos de compensación comercial para brindar uniformidad a todos los productos prominentes del mercado. También desarrollaron nuevas reglas, conocidas como "restricciones comerciales" o coloquialmente como interruptores de circuito, permitiendo que los intercambios detengan temporalmente el comercio en casos de caídas de precios excepcionalmente grandes en algunos índices; por ejemplo, el DJIA.

## Comparaciones
La caída del lunes negro fue el segundo mayor derrumbe porcentual sucedido en un mismo día en la historia de los mercados de valores. Otras caídas históricas que tuvieron lugar tras el cierre de varios mercados fueron el sábado 12 de diciembre de 1914 (cuando el Dow Jones cayó un 24,39 % al cierre del último cuatrimestre a consecuencia del estallido de la Primera Guerra Mundial) y el lunes 17 de septiembre de 2001, el primer día de operaciones de las bolsas tras los atentados del 11 de septiembre de 2001 a las Torres Gemelas del World Trade Center y al Pentágono, en las ciudades de Nueva York y Washington D. C. respectivamente. Otra caída destacable fue el lunes negro de 2020.